# Abel Dimier
Abel Dimier(1794-1864) fue un escultor francés, ganador del Premio de Roma del año 1819.

## Biografía
Abel Dimier nació en París en el año 1794. Alumno de Cartellier, obtiene a los 25 años el Premio de Roma. con el bajo relieve Enée blessé, gueri par Vénus, realizado en yeso y que se conserva en la École Nationale Supérieure des Beaux Arts.
De 1820 a 1824 estuvo pensionado en Roma. Allí convivió con los escultores Auguste Dumont, Francisque Joseph Duret, Georges Jacquot, Philippe Joseph Lemaire, Nanteuil, Étienne Jules Ramey, Jean Roman y Bernard Gabriel Seurre
Falleció en 1864 a los 70 años.

## Obras
- Eneas herido, curado por Venus[3] (Enée blessé, gueri par Vénus), yeso, 1819

París, École Nationale Supérieure des Beaux Arts
- Niño de la espina o Espinario (LE TIREUR D'EPINES); Museo de Bellas Artes de Lyon[4] En el registro del Museo desde 1829. Escultura de mármol. Copia sacada por puntos del original neoático que se conserva en los Museos Capitolinos de Roma.